# Barbuise (rivière)
La Barbuise est une rivière française qui coule dans le département de l'Aube. C'est un affluent de l'Aube en rive gauche, donc un sous-affluent de la Seine.

## Géographie
La Barbuise naît à Luyères, localité du département de l'Aube située à une dizaine de kilomètres au nord-est de Troyes. Elle adopte d'emblée la direction du nord-ouest. Arrivée aux abords de l'Aube, à Pouan-les-Vallées, elle fait un coude en direction de l'ouest et coule dès lors parallèlement à l'Aube. Elle finit par se jeter dans un bras de l'Aube (rive gauche) à Charny-le-Bachot, à une quinzaine de kilomètres en aval d'Arcis-sur-Aube. La longueur de son cours d'eau est de 35,7 km.

## Communes traversées
La rivière arrose les communes de Luyères, Charmont-sous-Barbuise, Montsuzain, Voué, Saint-Remy-sous-Barbuise, Saint-Étienne-sous-Barbuise, Nozay, Pouan-les-Vallées, Viâpres-le-Petit, Bessy, Rhèges et Charny-le-Bachot. Toutes ces localités se situent dans le département de l'Aube.

## Hydrologie
La Barbuise est une rivière moyennement abondante, comme la plupart des cours d'eau issus de la partie crayeuse de la région de Champagne-Ardenne. Son débit a été observé sur une période de 35 ans (1970-2004), à Pouan-les-Vallées, localité du département de l'Aube située au niveau de son confluent avec l'Aube. Le bassin versant de la rivière y est de 187 km2, soit plus de 90 % du bassin versant total de la rivière.
Le module de la rivière à Pouan-les-Vallées est de 0,773 m3/s.
À l'instar de la plupart des cours d'eau de la Champagne crayeuse, la Barbuise présente des fluctuations saisonnières de débit peu marquées. Les hautes eaux d'hiver-printemps se déroulent de janvier à juin inclus (avec un maximum en avril), portant le débit mensuel moyen à un niveau situé entre 0,87 et 1,34 m3/s. Les basses eaux surviennent en fin d'été-automne, de septembre à novembre inclus, avec une baisse du débit moyen mensuel jusqu'à 0,303 m3/s au mois d'octobre, ce qui reste très confortable. Ce rythme saisonnier est imposé par le niveau de l'eau souterraine constituant une bonne part de l'alimentation de la rivière, et ce, tout comme les débits de la Vesle, de la Suippe ou de la Superbe.
À l'étiage cependant, le VCN3 peut chuter jusque 0 m3/s, en cas de période quinquennale sèche,
et le cours d'eau tombe ainsi à sec.
Les crues sont fort peu importantes, caractéristique partagée par les rivières voisines. Les QIX 2 et QIX 5 valent respectivement 1,6 et 2,5 m3/s. Le QIX 10 est de 3 m3/s, le QIX 20 de 3,5 m3/s, tandis que le QIX 50 se monte à seulement 4,2 m3/s.
Ces débits de crue sont comparables, compte tenu du débit et de la surface du bassin versant de la rivière, à ceux de la Superbe ou de l'Ardusson, ainsi que de la Vesle, rivières voisines bénéficiant de conditions climatiques équivalentes, et de conditions pédologiques assez semblables.
Le débit instantané maximal enregistré à Pouan-les-Vallées durant cette période, a été de 4,64 m3/s le 14 janvier 1982, tandis que la valeur journalière maximale était de 4,64 m3/s le 15 janvier de la même année. En comparant la première de ces valeurs avec l'échelle des QIX de la rivière, il ressort que cette crue était plus que cinquantennale et donc exceptionnelle.
La Barbuise n'est pas une rivière très abondante. La lame d'eau écoulée dans son bassin versant est de 138 millimètres annuellement, ce qui est fort inférieur à la moyenne d'ensemble de la France tous bassins confondus, et aussi à la moyenne des bassins de l'Aube (296 millimètres à Arcis-sur-Aube), et de la Seine (plus ou moins 240 millimètres). Le débit spécifique (ou Qsp) de la rivière atteint 4 litres par seconde et par kilomètre carré de bassin.